# Eye Care Foundation
Quỹ Chăm sóc Mắt Hà Lan - Eye Care Foundation ("ECF") là một tổ chức từ thiện quốc tế hoạt động tại hơn 20 quốc gia ở Châu Á  và Châu Phi.
ECF được thành lập khi Eyecare Worldwide và Mekong Eye Doctors được sáp nhập vào năm 2008. Hai tổ chức này chia sẻ cùng một mục tiêu và hiện đã hợp thành một tổ chức hoạt động hiệu quả hơn.
Tổ chức Eyecare Worldwide (1984) được thành lập bởi một bác sĩ nhãn khoa đến từ Hà Lan, người đã vô cùng xúc động bởi thực trạng một số lượng lớn những trường hợp mù lòa mà đáng lẽ có thể được chữa khỏi hoặc thậm chí có thể ngăn ngừa được. Và tổ chức Mekong Eye Doctors (1993) được thành lập bởi một nhà hóa sinh người Hà Lan sau khi ông đã tiến hành một cuộc nghiên cứu về mắt tại Thái Lan.
Eye Care Foundation có các văn phòng và bệnh viện ở vùng Himalaya (Nepal), Đông Nam Á (Việt Nam, Campuchia, Lào) và Châu Phi (Tanzania).